# Patriotyczna pieśń Cesarstwa Koreańskiego
Patriotyczna pieśń Cesarstwa Koreańskiego (kor. 대한제국 애국가, trb. Daehan jeguk Aegukga) – hymn państwowy Cesarstwa Koreańskiego, używany w latach 1902–1910. Jego melodię skomponował Franz Eckert, słowa napisał Young Hwan Min.

## Słowa

### Koreański
샹ー뎨(上帝)는 우리 나ー라를 도으ー소셔
영원(永遠) 무궁(無窮)토ー록
나라 태평(太平)ᄒᆞ고 인민(人民)은 안락(安樂)ᄒᆞ야
위권(威權)이 셰상(世上)에 ᄯᅥᆯ치ー여
독립(獨立) 자유(自由) 부강(富强)을 일 신(日新)케 ᄒᆞᆸ소셔
샹뎨(上帝)는 우리 나ー라를 도으ー소ー셔

### Transkrypcja
Sangdye-nun urinara-rul do-u-sosheo
Yeongwon-mugung-torok nara taepyong-hago
Inmin-un anlak-haya
Wie-kwon-ee she-shang-e ttolchi-yeo
Dogrip jayu bugang-ul ilshin-ke haso-sheo
Sangdye-nun urinara-rul do-u-sosheo